# Красноармейский (Саратовская область)
Красноармейский —поселок в Романовском районе Саратовской области. Входит в состав Романовского муниципального образования. 

## География
Находится на расстоянии примерно 11 километров по прямой на юго-восток от районного центра поселка Романовка.

## История
Официальная дата основания 1921 год. По другим данным, год образования посёлка 1929.  До революции 1917 года земли округа принадлежали князю Волконскому. Свою усадьбу князь построил на нынешней территории посёлка Красноармейский. До наших дней сохранились развалины дома  управляющего, гостевой дом. Также сохранилась часть хозяйственных построек. В имении были липовые аллеи, сиреневые и жасминные, сосновый парк, розарий.  В октябре 1905 года крестьянами деревянная усадьба князя была сожжена, имущество разграблено.

## Население
Постоянное население составило 725 человека (русские 98%) в 2002 году, 664 в 2010.